# 倍量・分量単位
倍量・分量単位（ばいりょう・ぶんりょうたんい）とは、基本となる計量単位に接頭語（SI接頭語など）などを付加して、その倍量・分量（通常は10のべき乗倍）を表した計量単位をいう。

## 概要
例えば長さを示すのにその基本単位であるメートル（m）のみを用いたのでは、地球から他の天体までの距離は非常に大きな数値となり、逆に分子、素粒子などの大きさは非常に小さな数値となってしまう。大きな値や小さな値でも扱いやすい数値で表せるようにするために、基本となる単位の倍量・分量を示す単位が作られている。
国際単位系をはじめとするメートル法では、元の単位に対する倍数を意味するSI接頭語が使用される。例えば、接頭語センチ (c) は0.01倍を意味し、センチメートル (cm) は0.01×メートルとなる。接頭語ミリ (m) は0.001倍を意味し、ミリニュートン (mN) は 0.001×N となる。
なお、SI接頭語を用いる代わりに、指数表記を用いた表現も科学・技術分野では頻繁に用いられる。

## 法定の倍量・分量単位
国際単位系（SI）ではその国際文書である国際単位系国際文書の「3 SI単位の十進の倍量および分量」において、SI接頭語とSI単位を組み合わせて、新たな計量単位を合成することを規定している。
国際単位系に準拠して、計量法は、その定める計量単位に、別に定める接頭語を付加して新たな計量単位とすると規定している。このようにして合成された計量単位もまた法定計量単位である。

## 一覧
| 接頭語             | 記号 | 10n   | 十進数表記  | 漢数字表記  | short scale   | メートル法への導入年 | 国際単位系における制定年 |
| ------------------ | ---- | ----- | ----------- | ----------- | ------------- | -------------------- | ------------------------ |
| クエタ（quetta）   | Q    | 1030  | 1000        | 百穣        | nonillion     | －                   | 2022年                   |
| ロナ（ronna）      | R    | 1027  | 1000        | 千𥝱        | octillion     | －                   | 2022年                   |
| ヨタ（yotta）      | Y    | 1024  | 1000        | 一𥝱        | septillion    | －                   | 1991年                   |
| ゼタ（zetta）      | Z    | 1021  | 1000        | 十垓        | sextillion    | －                   | 1991年                   |
| エクサ（exa）      | E    | 1018  | 1000        | 百京        | quintillion   | －                   | 1975年                   |
| ペタ（peta）       | P    | 1015  | 1000        | 千兆        | quadrillion   | －                   | 1975年                   |
| テラ（tera）       | T    | 1012  | 1000        | 一兆        | trillion      | －                   | 1960年                   |
| ギガ（giga）       | G    | 109   | 1000        | 十億        | billion       | －                   | 1960年                   |
| メガ（mega）       | M    | 106   | 1000        | 百万        | million       | 1874年               | 1960年                   |
| キロ（kilo）       | k    | 103   | 1000        | 千          | thousand      | 1795年               | 1960年                   |
| ヘクト（hecto）    | h    | 102   | 100         | 百          | hundred       | 1795年               | 1960年                   |
| デカ（deca）       | da   | 101   | 10          | 十          | ten           | 1795年               | 1960年                   |
|                    |      | 100   | 1           | 一          | one           |                      |                          |
| デシ（deci）       | d    | 10−1  | 0.1         | 一分        | tenth         | 1795年               | 1960年                   |
| センチ（centi）    | c    | 10−2  | 0.01        | 一厘        | hundredth     | 1795年               | 1960年                   |
| ミリ（milli）      | m    | 10−3  | 0.001       | 一毛        | thousandth    | 1795年               | 1960年                   |
| マイクロ（micro）  | μ    | 10−6  | 0.000001    | 一微        | millionth     | 1874年               | 1960年                   |
| ナノ（nano）       | n    | 10−9  | 0.000000001 | 一塵        | billionth     | －                   | 1960年                   |
| ピコ（pico）       | p    | 10−12 | 0.000000001 | 一漠        | trillionth    | －                   | 1960年                   |
| フェムト（femto）  | f    | 10−15 | 0.000000001 | 一須臾      | quadrillionth | －                   | 1964年                   |
| アト（atto）       | a    | 10−18 | 0.000000001 | 一刹那      | quintillionth | －                   | 1964年                   |
| ゼプト（zepto）    | z    | 10−21 | 0.000000001 | 一清浄      | sextillionth  | －                   | 1991年                   |
| ヨクト（yocto）    | y    | 10−24 | 0.000000001 |             | septillionth  | －                   | 1991年                   |
| ロント（ronto）    | r    | 10−27 | 0.000000001 | octillionth | 2022年        | －                   |                          |
| クエクト（quecto） | q    | 10−30 | 0.000000001 | nonillionth | 2022年        | －                   |                          |

詳細な使い方は、SI接頭語を参照のこと。

## 漢数字における倍量・分量
命数法の大数、命数法#小数も古典的な倍量・分量単位の一種である。